# Hospital de la Merced (Madrid)
El Hospital de la Merced (denoinado también Hospital del Campo del Rey) fue una institución sanitaria creada en el año 1486 en las cercanías del puente de Segovia (Madrid). Fundado por el obispo de Astorga García Álvarez de Toledo para el tratamiento de mujeres enfermas. Se encontraba ubicado sobre un terreno cercano al Alcázar de Madrid conocido como “Campo del Rey”. Al crear Felipe II la capitalidad en Madrid, en un intento de reunificar los hospitales en uno general, lo mandó disolver en 1566. Estuvo en funcionamiento algunas décadas más hasta que en 1580 se trasladaron las imágenes religiosas a la iglesia de Santa Cruz